# Hệ thống thực phẩm

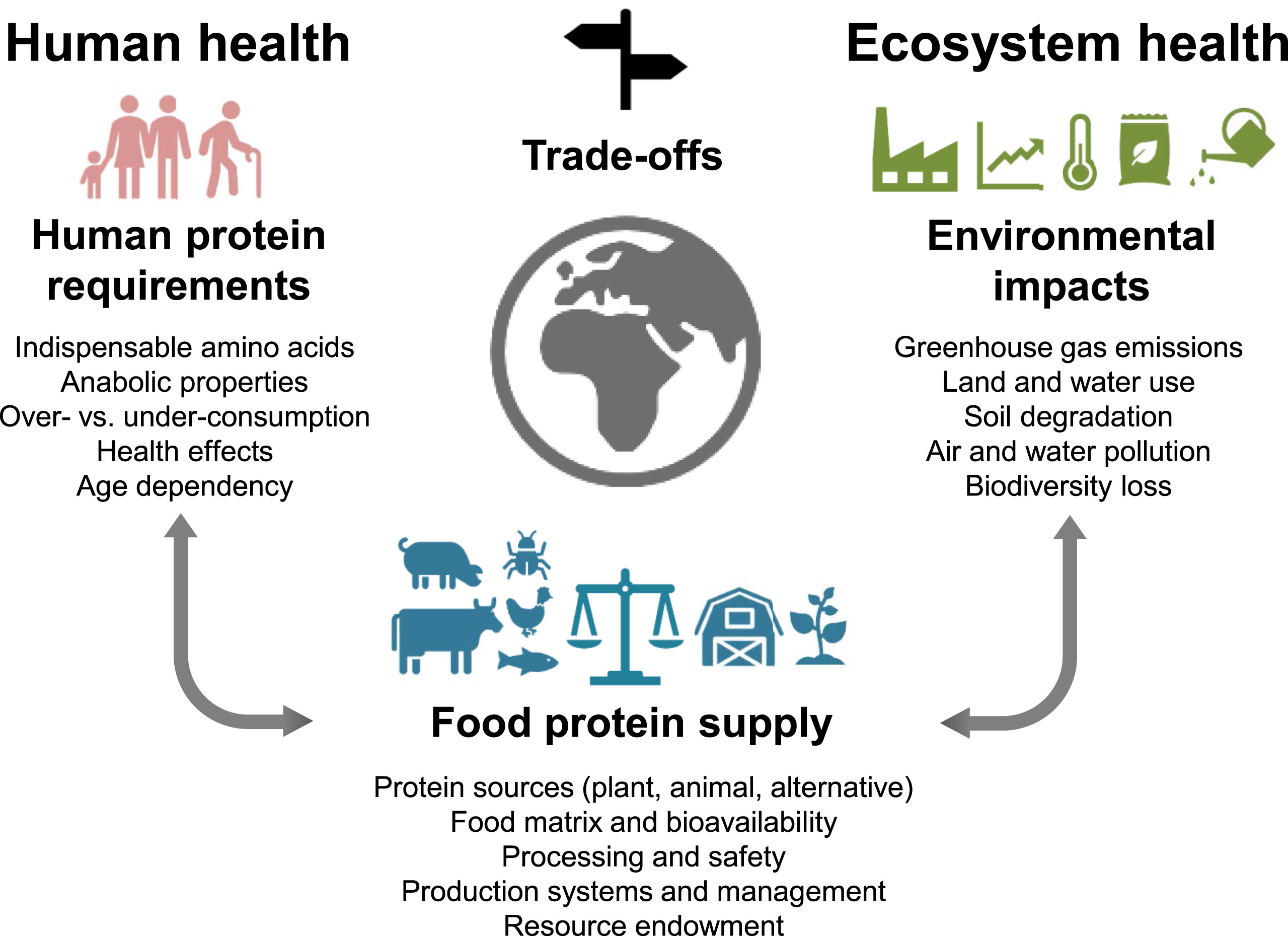
Một thuyết minh bằng tiếng Anh về hệ thống chuỗi thực phẩm

Hệ thống thực phẩm (Food system) mô tả các hệ thống, các chuỗi và quy trình liên kết có ảnh hưởng đến các yếu tố về chất lượng thực phẩm, chất dinh dưỡng, sức khỏe, phát triển cộng đồng và nông nghiệp (nông sản, nông phẩm). Một hệ thống thực phẩm bao gồm tất cả các quy trình và cơ sở hạ tầng (kết cấu hạ tầng kỹ thuật) liên quan đến việc nuôi sống một cộng đồng địa phương, dân số quốc gia từ các hoạt động trồng trọt, thu hoạch, chế biến thực phẩm, bảo quản thực phẩm, cất trữ thực phẩm, đóng gói, vận chuyển, tiếp thị, tiêu thụ, phân phối và xử lý thực phẩm và các mặt hàng liên quan đến thực phẩm. Hệ thống thực phẩm cũng bao gồm các đầu vào cần thiết và đầu ra được tạo ra ở mỗi khẩu mỗi bước này. Hệ thống thực phẩm nằm trong hệ thống nông nghiệp-thực phẩm (nông phẩm), bao gồm toàn bộ phạm vi các tác nhân và các hoạt động gia tăng giá trị liên kết của họ trong sản xuất chính thực phẩm và các sản phẩm nông nghiệp phi thực phẩm, cũng như trong bảo quản thực phẩm, tập hợp, xử lý sau thu hoạch, vận chuyển, chế biến, phân phối, tiếp thị, xử lý và phục vụ và tiêu dùng.

## Đại cương

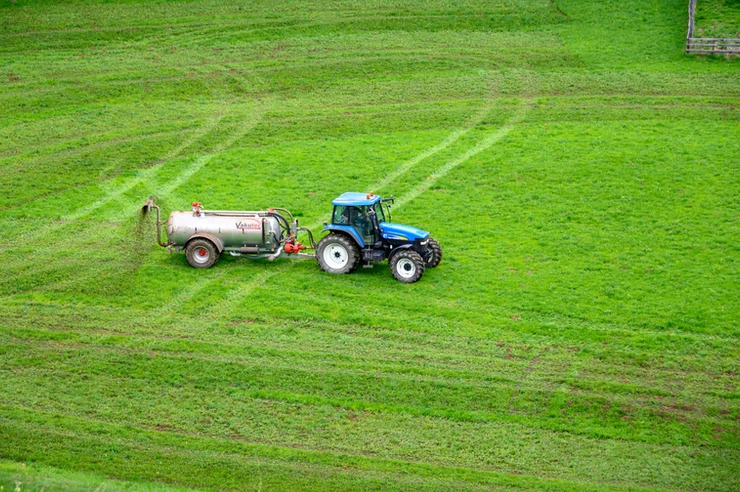
Canh tác hữu cơ

Hệ thống thực phẩm hoạt động trong khuôn khổ và chịu ảnh hưởng của bối cảnh xã hội, chính trị, kinh tế, công nghệ và môi trường. Nó cũng đòi hỏi nguồn nhân lực cung cấp nhân lực lao động, nghiên cứu và giáo dục. Hệ thống thực phẩm có thể là hệ thống thực phẩm thông thường hoặc hệ thống thực phẩm thay thế theo mô hình hạn sử dụng thực phẩm từ khi xuất hiện đến khi được bày biện trên bàn ăn. Hệ thống thực phẩm phụ thuộc vào nhiều dịch vụ hệ sinh thái, chẵng hạn như quy định về sâu hại tự nhiên, vi sinh vật cung cấp quá trình cố định nitơ và các loài thụ phấn. Theo IPCC thì hệ thống thực phẩm toàn cầu bao gồm tất cả các ngành công nghiệp khác nhau liên quan đến hệ thống thực phẩm bền vững và thông thường, cung cấp việc làm cho 1 tỷ người. Hệ thống lương thực toàn cầu này đang phải đối mặt với một số thách thức do các vấn đề an ninh lương thực toàn cầu cản trở do biến đổi khí hậu và các tác nhân căng thẳng không phải do biến đổi khí hậu gây ra cho cả hệ thống. Khoảng 34% tổng lượng khí thải nhà kính là do hệ thống thực phẩm toàn cầu gây ra. Năm 2020, một đánh giá dựa trên bằng chứng của EU cho thấy lượng khí thải từ hệ thống thực phẩm sẽ tăng 30–40% vào năm 2050 do dân số tăng và chế độ ăn uống thay đổi. 
Điều quan trọng là phải xây dựng khả năng phục hồi của hệ thống nông phẩm-lương thực (Agrifood systems) để chúng có khả năng biến đổi theo thời gian, trước mọi sự gián đoạn, để đảm bảo tính sẵn có và khả năng tiếp cận bền vững với nguồn thực phẩm đủ đầy, đảm bảo vệ sinh an toàn thực phẩm và đảm bảo chất lượng và bổ dưỡng cho tất cả mọi người, đồng thời duy trì sinh kế của các bên liên quan đến hệ thống nông-lương thực. Việc chuyển đổi sang hệ thống thực phẩm bền vững là rất quan trọng để giải quyết các thách thức toàn cầu như biến đổi khí hậu, nạn đói, mất đa dạng sinh học và nạn phá rừng. Giải quyết các vấn đề ở từng giai đoạn trong hệ thống có thể có tác động trên toàn hệ thống vì 30-40% sản lượng thực phẩm được sản xuất bị mất mát, hao hụt từ sau thu hoạch cho đến khi bán lẻ và đến tay người tiêu dùng. Giảm lãng phí thực phẩm sau đó sẽ giảm tác động môi trường của nông nghiệp, chẳng hạn như tác động của việc sử dụng đất, và giảm giá thực phẩm hoặc ngăn ngừa thiếu hụt nguồn thực phẩm dự trữ. Chính sách quốc tế ngày càng tiếp cận chính sách theo quan điểm hệ thống thực phẩm: Mục tiêu phát triển bền vững 2: Không còn nạn đói và Mục tiêu phát triển bền vững 12: tiêu dùng và sản xuất có trách nhiệm tập trung vào hệ thống thực phẩm bền vững và Bền vững và vào tháng 9 năm 2021, Liên Hợp quốc đã tổ chức Hội nghị thượng đỉnh về hệ thống thực phẩm đầu tiên (Food Systems Summit).